# Der Bergkranz
Der Bergkranz (serbisch: Горски вијенац/Gorski Vijenac; slawenoserbisch Горскıй вıенацъ) ist ein in Versform verfasstes Epos und gilt, wie der Titel bekundet, als historisches Zeugnis der Ära des ersten Fürstbischofs Danilo Ende des 17. Jahrhunderts in der Region um Montenegro. Verfasser war Petar II. Petrović-Njegoš, der von 1830 bis 1851 als Fürstbischof Montenegro regierte.

## Geschichte
Sein magnum opus, das größtenteils 1846 in Cetinje von ihm aufgeschrieben wurde, gilt als eines der bedeutendsten Werke der montenegrinischen Literatur. Der erste Druck wurde in Wien 1847 veröffentlicht. Der Fürstbischof nahm seine Niederschrift mit auf eine diplomatische Mission nach Wien, wo er sie zum Druck dem dortigen armenischen Kloster überließ. Bedingt durch seine prioritäre Mission, Russland um Beistehen im Kampf gegen die Osmanen zu bitten, konnte er den fertigen Druck nur überfliegen. Beim Druck muss es einige Ungereimtheiten gegeben haben und der Text wurde, wenn auch im sehr geringen Ausmaß, verändert. Die Erstausgabe von 1847 gilt, da der Verfasser nur vier Jahre später, nach längerer Kur und Krankheit, an Tuberkulose verstarb und es keine offizielle Standardausgabe gibt, als weitgehend authentisch.

## Aufbau

### Widmung
Der Autor, der die Widmung mit der Umschreibung an den Staub des Vaters von Serbien (Праху отца Србије) an den umgekommenen Karađorđe richtet, musste seinen Text aufgrund Zensurvorgaben des Kaiserreichs Österreich-Ungarn teilweise mit Platzhaltern ersetzen. Etwa ein Drittel des Textes der Widmung fiel der Zensur zum Opfer.

### Dramatis personae
Folgende Charaktere werden aufgeführt; Originaltext:
| - Fürstbischof (vladika) Danilo; Bладыка Данило - Abt (iguman) Stefan; Игуманъ Стефанъ - Oberbefehlshaber (serdar) Janko Đurašković; Янко Ђурашковићъ, Сердаръ - Oberbefehlshaber (serdar) Radonja; Радоня, Сердаръ - Oberbefehlshaber (serdar) Vukota; Вукота, Сердаръ - Oberbefehlshaber (serdar) Ivan Petrović; Иванъ Петровићъ, Сердаръ - Fürst (knez) Rade, Bruder des Fürstbischofs; Кнезъ Раде, братъ Владыке - Fürst (knez) Bajko; Кнезъ Байко - Fürst (knez) Rogan; Кнезъ Роганъ - Fürst (knez) Janko; Кнезъ Янко - Fürst (knez) Nikola; Кнезъ Никола - Woiwode (vojvoda) Draško; Войвода Драшко - Woiwode (vojvoda) Milija; Войвода Милія - Woiwode (vojvoda) Stanko (Ljub.); Войвода Станко (Люб.) - Woiwode (vojvoda) Batrić; Войвода Батрићъ - Tomaš Martinović; Томашъ Мартиновићъ - Obrad; Обрадъ | - Vuk Raslapčević; Вукъ Раслапчевићъ - Vukota Mrvaljević; Вукота Мрвалѣвићъ - Vuk Tomanović; Вукъ Томановићъ - Masse (Chor); Мнозина - Bogdan Đurašović; Богданъ Ђурашковић - Vuk Mićunović; Вукъ Мићуновићъ - Vuk Mandušić; Вукъ Мандушићъ - Vuk Lješevostupac; Вукъ Лѣшевоступац - Priester (pop) Mićo; попъ Мићо - Schwester von Batrić; сестра Батрићева - Hadschi Ali Medović, Richter (kadija); Хаџи-Али Медовићъ, кадия - Edelmann Skender (Skender-Aga); Скендеръ-Ага - Mustaj-Richter (kadija); Мустай-Kадия - Edelmann Arslan (Arslan-Aga) Muhadinović; Арсланъ-Ага Мухадиновићъ - Ferat Začir Leibwache (kavazbaša); Фератъ Зачиръ Кавазбаша - Ridžal Osman; Риџалъ Османъ - Eine alte Frau; Една баба |

Folgende Charaktere tauchen im Epos auf, sind aber im dramatis personae nicht erwähnt:
- Vuk Marković
- ein Cuca (ein Stammesmitglied des montenegrinischen Stammes der Cuce)
- ein Soldat
- ein zweiter Soldat
- ein montenegrinischer Hochzeitsgast
- ein türkischer Hochzeitsgast

### Kapitel
Das Epos ist in vier unterschiedlich lange Kapitel unterteilt:
- Versammlung am Berg Lovćen (Vers 1 bis 197)
- Versammlung in Cetinje (Vers 198 bis 2.437)
- Heiligabend (Vers 2.438 bis 2.665)
- Neuer Sommer (Vers 2.666 bis 2.819)

## Beurteilung
Njegoš’ Bergkranz ist das Hauptwerk der südslawischen Dichtung der Romantik, das im Kanon der serbischen Literaturgeschichte den äußersten Ausdruck patriotischen Geistes und Philosophie stellt, die auf Volksglauben und der Tradition der Heldenepik basiert. Antun Barac hat die Bedeutung des Bergkranzes folgendermaßen herausgestellt:

„Abgeleitet vom Volk, den zeitgenössischen Verhältnissen in Montenegro und unter allen Serben, ist dieses Werk zur selben Zeit das umfassendste und humanste Werk der Serbischen Literatur. In der Zeit in der die Fundamente der neuen Serbischen Literatur im Kampf für eine neue Sprache und einen neuen Geist auf den Traditionen der älteren Serbischen Literatur und auf den Elementen der Volkspoesie gelegt wurden, ist der Gorski vijenac ihre perfekte Vollendung. Es ist eine Mischung von perfekter Einfachheit, Präzision und Tiefe, mit Elementen die dem Volk entstammen; und ebenso persönlich von Anfang bis Ende.“

Im Zuge der zunehmenden Begeisterung für das Volksschaffen in Südosteuropa entstand eine erste deutsche Übersetzung 1886. Danach wurde das Werk in Deutschland bis zur Zwischenkriegszeit wenig beachtet. Alois Schmaus machte es in Deutschland bekannt.

### Der Bergkranz, Einzelausgaben

#### Serbisch
- Горскıй вıенацъ. Faksimile des ersten Drucks von 1847, Herausgeber Muzeji Cetinje. Cetinje 1984, Druck Forum, Novi Sad, Auflagenhöhe: 10.000.

#### Englisch
- The Mountain Wreath. erste Übersetzung ins Englische, Übersetzer James W. Wiles. George Allen & Unwin, London 1930.
- The Mountain Wreath. 2. überarbeitete Auflage. Übersetzer Vasa D. Mihailovich. Serbian Europe, Belgrad 1997 (serbisch und parallel dazu in Englisch). (1. Auflage Übersetzer Vasa D. Mihailovich 1987.)

#### Deutsch
- Der Bergkranz. Einleitung, Übersetzung und Kommentar von A. Schmaus. München 1963, Neuausgabe München 2012 (E-Book, PDF), ISBN 978-3-95479-625-0.

### Sekundärliteratur
- <Koljević, Gorski vijenac> Svetozar Koljević (1993): Smrt Epa u Gorskom vijencu. Matica Srpska, 169,1 = Kn. 451,1/6. 1993, Novi Sad.